# Agnostotes
Az Agnostotes a háromkaréjú ősrákok (Trilobita) osztályának az Agnostida rendjéhez, ezen belül az Agnostina alrendjéhez és a Diplagnostidae családjához tartozó nem.

## Rendszerezés
A nembe az alábbi alnemek tartoznak:
- Agnostotes (Agnostotes)
- Agnostotes (Pseudoglyptagnostus)